# Oblika Vesolja
Oblíka Vesólja je izraz, ki se uporablja za geometrijo (ukrivljenost in topologijo) prostorskega dela Vesolja (temu rečemo tudi oblika prostora) ali bolj splošno za obliko celotnega prostor-časa.
Enstein je predlagal tri oblike. Mislil je da je oblika - ukrivljenost, odvisna od gostote Ω.
- ravno vesolje           (če je Ω = 1)
- pozitivna ukrivljenost  (če je Ω > 1)
- negativna ukrivljenost  (če je Ω < 1)